# Thelyphassa brouni
Thelyphassa brouni is een keversoort uit de familie schijnboktorren (Oedemeridae). De wetenschappelijke naam van de soort is voor het eerst geldig gepubliceerd in 1975 door Hudson.